# Коровяковський Віталій Леонідович
Коровяковський Віталій Леонідович (7 липня 1975 - 29 травня 2023) — українській військовослужбовець. З початку Майдану допомагав у Червоному Хресті будучи медиком-волонтером. Потрапив у полон піл час боїв під Іловайськом — біля селища Старобешеве. Був звільнений наприкінці 2014 року. Упродовж лютого-березня був командиром 3-ї стрілецької роти 206-го окремого батальйону 112-ї бригади ТрО. Після цього керував взводом на Куп'янському напрямку. Насамкінець був заступником начальника штабу 70-го мукачівського батальйону ТрО. Загинув від снайперського вогню. Прощались з Віталієм на Байковому кладовищі. У нього залишилось 3 неповнолітніх дітей.
Був нагороджений орденом «За мужність» III ступеня. Також мав відзнаку Загонів Швидкого Реагування Червоного Хреста України.